# Nagyváty
Nagyváty es un pueblo ubicado en el distrito de Szigetvár, en el condado de Baranya, Hungría.

## Superficie
Posee una superficie de 12,67 kilómetros cuadrados.

## Demografía
Hasta 2019 la población era de 323 habitantes, con una densidad de población de 25,49 habitantes por kilómetro cuadrado.